# أردت أن أعتذر (فلم)
أردت أن أعتذر هو فيلم مصري عُرض عام 1987، من بطولة صلاح ذو الفقار وليلي طاهر، الفيلم من إخراج محمود البربري، ومن إنتاج أوسكار للتسجيلات الفنية.

## قصة الفيلم
منير (صلاح ذو الفقار) يريد الزواج من قريبته رجاء (ليلي طاهر) والتي ترعي أبنائها وهم طالب في كلية الهندسة وفتاة بالمرحلة الإعدادية، حيث توفي زوجها في حادث قبل سنوات، وترفض الزواج من منير وبعد إلحاح من منير توافق يتزوجها، وابنها غير راضي عن هذا الزواج ويعامل زوج أمه بجفاء شديد وتحدث خلافات ومشاكل تموت على أثرها أخته بمرض كان يلازمها، وتضحي رجاء بزواجها من منير ويكتشف الابن أنه تجنى على والدته بعد مروره بظروف مشابهة.

## طاقم التمثيل
- صلاح ذو الفقار
- ليلي طاهر
- سحر رامي
- سلوي محمود
- دينا عبد الله
- سهام فتحي
- مجدي إمام
- هدي عيسي